# ناحیه گامپاها
ناحیه گامپاها (به لاتین: Gampaha District) یک ناحیه در سری‌لانکا است که در استان غربی، سری‌لانکا واقع شده‌است.

## خصوصیات
ناحیه گامپاها ۱٬۳۸۷ کیلومترمربع مساحت و ۲٬۲۹۴٬۶۴۱ نفر جمعیت دارد.